# Кјеза ди Санта Марија Арцила (Пезаро и Урбино)
Кјеза ди Санта Марија Арцила је насеље у Италији у округу Пезаро и Урбино, региону Марке.
Према процени из 2011. у насељу је живело 62 становника. Насеље се налази на надморској висини од 55 м.